# 蕊姓
蕊姓，是中國大陸的稀有姓氏之一，人口不足千人，2019年人口姓氏排名為第3569位。